# Sara Jovanović
Sara Jovanović (cyr. Сара Јовановић; ur. 29 października 1993 w Rzymie), znana także jako Sara Jo – serbska piosenkarka.

## Życiorys
Jako członkini grupy Moje 3 reprezentowała Serbię na Konkursie Piosenki Eurowizji 2013 (piosenka „Ljubav je svuda”).